# Lodo Alfano
La Legge 23 luglio 2008, n. 124 (nota anche come lodo Alfano) è stata una legge della Repubblica Italiana, in vigore dall'agosto 2008 al 7 ottobre 2009.
Venne così detta dal Ministro della Giustizia Angelino Alfano, che la propose. Il termine lodo deriva dal gergo giornalistico, in quanto si tratta di una legge ordinaria che sospendendo i processi assomiglia a un arbitrato. La legge è stata oggetto di pronuncia di incostituzionalità con sentenza della Corte costituzionale della Repubblica Italiana del 7 ottobre 2009, n. 262.

## Storia
Nel giugno 2008 il Governo Berlusconi IV ha espresso la volontà di riproporre un nuovo disegno di legge riguardante l'immunità alle alte cariche (stavolta solo le prime quattro, facendo cioè rientrare il Presidente del Consiglio ma escludendo quello della Corte costituzionale): è stato denominato "lodo Alfano" dal nome del proponente, il Ministro della giustizia Angelino Alfano. A parere del ministro, il nuovo provvedimento si differenzierebbe dal lodo Schifani, che riprende in termini di contenuti, in quanto compatibile con quanto indicato nella sentenza della Corte che aveva in precedenza dichiarato l'illegittimità costituzionale della parte inerente tematiche simili a quelle trattate nella nuova legge. Il lodo Alfano prevede il termine di legislatura per la sospensione dei processi e la possibilità di proseguire con le azioni civili di risarcimento.
Il disegno di legge è stato presentato dal Ministro della giustizia Angelino Alfano e approvato dal Consiglio dei ministri del Governo Berlusconi IV in data 26 giugno 2008 «con l'obiettivo di tutelare l'esigenza assoluta della continuità e regolarità dell'esercizio delle più alte funzioni pubbliche», prima di essere approvato dalle Camere in virtù della votazione conforme del Senato tenutasi in seconda lettura il 22 luglio 2008 con 171 sì, 128 no e 6 astenuti.
Il Presidente della Repubblica Giorgio Napolitano, all'atto della promulgazione, ha affidato a una nota le motivazioni che l'hanno spinto a firmare immediatamente tale legge, nonostante le accese polemiche da essa suscitate e una precedente sentenza della Corte costituzionale che aveva annullato il precedente lodo Schifani.

## Iter di approvazione
L'iter di approvazione della legge fu alquanto rapido. Di seguito i vari passaggi:
- 26 giugno 2008 - Il Consiglio dei Ministri vara il Lodo Alfano sotto forma di disegno di legge.
- 10 luglio 2008 - La Camera approva il disegno di legge con 309 sì, 236 no e 30 astenuti.
- 22 luglio 2008 - Il Senato approva in via definitiva il disegno di legge con 171 sì, 128 no e 6 astenuti.
- 23 luglio 2008 - Il Presidente della Repubblica Giorgio Napolitano firma la legge.

## Il testo
Il lodo Alfano è costituito da un solo articolo diviso in otto commi.
- Sospensione dei processi penali nei confronti delle quattro più alte cariche dello Stato:

- Rinuncia alla sospensione:

- Assunzione delle prove non rinviabili: nonostante la sospensione del processo il giudice potrà procedere, se ne ricorrono i presupposti, all'assunzione delle prove non rinviabili: secondo la relazione illustrativa del provvedimento si tratta di una valvola di sicurezza che salvaguarda il diritto alla prova e impedisce che la sospensione operi in modo generale e indifferenziato sul processo.

- Prescrizione: alla sospensione del processo è collegata la contestuale sospensione dei termini di prescrizione.

- Durata della sospensione: la sospensione opera per l'intera durata della carica o della funzione e non è reiterabile (su questo punto però si pone una eccezione, nel caso di una nuova nomina nel corso della stessa legislatura). Secondo la relazione illustrativa al provvedimento questo regime speciale sarebbe imposto dalla diversa durata delle quattro cariche interessate dal provvedimento.

- Trasferimento dell'azione in sede civile: in caso di sospensione viene stabilita la possibilità per la parte civile di trasferire l'azione in sede civile.

- Disposizione transitoria:

- Entrata in vigore:

## Analisi

### Le reazioni
La coincidenza della rapida approvazione di questo disegno legge con l'imminente conclusione del processo a Milano sulla corruzione in atti giudiziari dell'avvocato inglese David Mills (condannato in primo grado a 4 anni e 6 mesi di reclusione) che vedeva come coimputato il Presidente del Consiglio Silvio Berlusconi ha alimentato le proteste dell'opposizione. Il senatore Stefano Ceccanti del PD durante la discussione al Senato prima del voto definitivo ha insistito soprattutto sul fatto che la legge entrerebbe in conflitto con l'art. 1 della Costituzione, che sancisce il diritto degli eletti dal popolo di esercitare la funzione governativa nei limiti previsti dalla costituzione stessa e l'art. 3, che stabilisce l'uguaglianza di tutti i cittadini di fronte alla legge. L'Italia dei Valori ha invece incentrato la propria critica al conflitto che si verrebbe a creare con l'art. 3 della Costituzione, sottolineando in particolare come la legge copra anche reati extrafunzionali, commessi prima dell'assunzione della carica, e in flagranza.
Il provvedimento è stato invece accolto positivamente dalla maggioranza di centro-destra, in particolar modo dal premier Berlusconi che ha definito "il lodo di cui si parla [...] il minimo che una democrazia possa fare a difesa della propria libertà", e inoltre "necessario in un sistema giudiziario come il nostro, in cui operano alcuni magistrati che, invece di limitarsi ad applicare la legge, attribuiscono a se stessi e al loro ruolo un preteso compito etico". L'eticità nel suo essere dovrebbe rimodulare la sottrazione di potere alla più alta carica dello stato.
Nel luglio del 2008 un documento intitolato "In difesa della Costituzione" è stato sottoscritto da più di cento studiosi di Diritto costituzionale: tra essi gli ex presidenti della Corte costituzionale Valerio Onida, Gustavo Zagrebelsky e Leopoldo Elia. A coordinare la raccolta di firme è stato Alessandro Pace, presidente dell'Associazione Italiana dei Costituzionalisti.
Il 7 gennaio 2009 sono state depositate presso la Corte di cassazione a detta degli organizzatori un milione di firme di cui 850.000 certificate per l'indizione di un referendum abrogativo della legge. La raccolta delle firme, che era iniziata il 30 luglio 2008 ad una settimana dall'approvazione della Legge era stata promossa dall'Italia dei Valori con il sostegno di Rifondazione Comunista e Sinistra Democratica. Il testo del quesito referendario depositato in Corte di cassazione è il seguente: "Volete voi che sia abrogata la legge 23 luglio 2008, n. 124, pubblicata nella Gazzetta Ufficiale n. 173 del 25 luglio 2008, recante Disposizioni in materia di sospensione del processo penale nei confronti delle alte cariche dello Stato?".

### Il giudizio di costituzionalità
Il 26 e il 27 settembre 2008 il pubblico ministero di Milano Fabio De Pasquale ha sollevato il dubbio di costituzionalità della Legge rispettivamente per il processo dei diritti tv di Mediaset ed il processo a David Mills, nei quali è imputato il presidente del consiglio Silvio Berlusconi. I giudici di entrambi i processi, il 26 settembre 2008 per il processo Mills e il 4 ottobre per il processo Mediaset, hanno accolto il ricorso del pm e presentato alla Corte costituzionale la richiesta di pronunciamento sulla costituzionalità della legge. Una terza richiesta è stata avanzata dal GIP di Roma nell'ambito di un procedimento penale che vede indagato Berlusconi per istigazione alla corruzione nei confronti di alcuni senatori eletti all'estero durante la legislatura precedente.
Nel giugno 2009 due giudici costituzionali, Luigi Mazzella e Paolo Maria Napolitano, sono stati al centro di polemiche per aver partecipato ad una cena, presso casa Mazzella, con Silvio Berlusconi e lo stesso Angelino Alfano, nonostante entrambi sapessero di dover decidere sul lodo Alfano in autunno. Mazzella era stato d'altronde Ministro della Funzione Pubblica nel governo Berlusconi II, e definiva Berlusconi "un vecchio amico".
In occasione del giudizio, previsto per l'ottobre 2009, l'avvocatura dello Stato ha depositato una memoria di 21 pagine in cui difende la ratio del lodo Alfano paventando il rischio di «danni a funzioni elettive, che non potrebbero essere esercitate con l'impegno dovuto, quando non si arrivi addirittura alle dimissioni. In ogni caso con danni in gran parte irreparabili», in caso di bocciatura. La norma viene definita «non solo legittima, ma addirittura dovuta», perché in grado di coordinare due interessi: quello «personale dell'imputato a difendersi in giudizio» e «quello generale, oltre che personale, all'esercizio efficiente delle funzioni pubbliche» delle quattro alte cariche protette. Ricordando l'«eccessiva esposizione» mediatica dei processi e i tempi della giustizia italiana, spesso più lunghi di una legislatura, l'avvocatura dello Stato conclude che «se la legge fosse dichiarata costituzionalmente illegittima non sarebbe eliminato il pericolo di danno all'esercizio delle funzioni che, in quanto elettive, trovano una tutela diffusa nella Costituzione». A sostegno di questa tesi si schiera anche l'avvocato di Berlusconi Niccolò Ghedini secondo cui il lodo non costituisce un'immunità (e quindi come tale in contraddizione con il già citato articolo 3 della Costituzione) ma solamente una garanzia necessaria a salvaguardare il «diritto di difesa» di un «cittadino che si trova ad essere imputato e, contemporaneamente, a rivestire un'alta carica dello Stato».
Il 7 ottobre 2009, con la sentenza 262/2009 la Corte costituzionale ha dichiarato (con 9 voti contro 6) l'incostituzionalità dell'articolo 1 della legge 124/2008
, per violazione nel merito e nel metodo rispettivamente degli articoli 3 e 138 della Costituzione Italiana, con la motivazione che sia necessaria una legge costituzionale per introdurre le immunità previste dal lodo Alfano. Essendo la legge composta da un solo articolo, l'intero provvedimento è stato così dichiarato incostituzionale. Di seguito il testo della sentenza:
(Corte costituzionale, Sentenza 262/2009, paragrafi 7.33 e 8.)
Questo giudizio viene accolto dal centrodestra come un affronto al Premier e alla democrazia italiana. Umberto Bossi si attiva subito per una protesta popolare, minacciando di insorgere con le armi; Silvio Berlusconi definisce la stessa Corte «di sinistra». Il centrosinistra si è detta favorevole al giudizio della Consulta e scandalizzata dal tono aggressivo e offensivo del Premier. Il Presidente Giorgio Napolitano, si è schierato invece a difesa della Costituzione accettando, senza commenti, il giudizio della Corte costituzionale.

### Confronto con la normativa degli altri stati europei
Il lodo Alfano, introducendo la sospensione di ogni tipo di procedimento penale a carico del Presidente del Consiglio per tutta la durata del suo mandato, costituisce un unicum nel panorama legislativo europeo, in cui l'immunità è prevista in genere solo per i parlamentari e comunque limitatamente all'esercizio delle loro funzioni: i rappresentanti dell'esecutivo non godono di nessun'agevolazione in questo senso. In alcune nazioni l'immunità per ogni tipo di procedimento è garantita ai capi di stato (Grecia, Portogallo, Francia) o ai reali, ma mai alle cariche governative, come è stato evidenziato dall'A.I.C. a proposito del Lodo, ritenuto incostituzionale. L'unica eccezione riguarda la Francia, in quanto repubblica semi-presidenziale ove il potere esecutivo è esercitato congiuntamente dal Presidente della Repubblica, che gode dell'immunità in quanto tale, e dal Primo Ministro al quale invece non è riconosciuto simile beneficio giuridico.

## Sviluppi: disegno di legge costituzionale
Nell'ottobre 2010 la commissione Affari Costituzionali del Senato (XVI Legislatura) licenzia il testo di un disegno di legge costituzionale, presentato da Carlo Vizzini, che attraverso una modifica della Costituzione reintrodurrebbe le immunità previste dal lodo Alfano.
Tale legge costituzionale avrebbe il compito di proteggere Silvio Berlusconi in caso di dichiarazione di incostituzionalità della legge sul legittimo impedimento, su cui la Corte costituzionale si è pronunciata nel gennaio 2011.
Il disegno di legge costituzionale dovrebbe essere approvato con procedimento legislativo aggravato da doppia votazione delle Camere con intervallo minimo di 3 mesi. La seconda votazione, per l'approvazione, necessita della maggioranza assoluta dei componenti delle Camere. Può essere proposto un referendum sospensivo (entro termini stabiliti) se non viene raggiunta la maggioranza qualificata dai due terzi della Camera e del Senato.
Novità del testo del disegno di legge cost. presentato da Vizzini è la previsione della irretroattività del lodo nei soli confronti del Presidente della Repubblica e del Premier ma in ogni caso tale proposta è rimasta inattuata.

## Casi di applicazione
- Silvio Berlusconi (Presidente del Consiglio dei ministri)
  - processo per corruzione dell'avvocato David Mills;[19]
  - processo per diffamazione aggravata dall'uso del mezzo televisivo in merito alle relazioni tra le cosiddette Cooperative Rosse e la camorra;
  - processo per la compravendita di diritti televisivi[19]
- Gianfranco Fini (Presidente della Camera)
  - Nell'ottobre 2009 Fini ha rinunciato alla copertura del lodo Alfano per la querela nei suoi confronti da parte dell'ex pubblico ministero di Potenza Henry John Woodcock per le parole pronunciate da Fini su di lui a Porta a Porta. A seguito di ciò, Woodcock ha deciso di ritirare la querela in segno di rispetto per la scelta.[25]